# ジョン・チザム

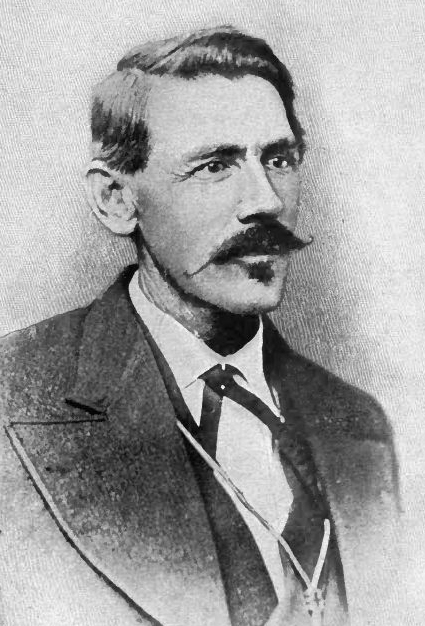
ジョン・チザム

ジョン・チザム（John Chisum、1824年8月15日 - 1884年12月20日）はニューメキシコ州の牧場主。彼の家族は1837年にテキサス州に引っ越し、そこでチザムは建築請負人の仕事をしながら、ラマー郡の郡書記の仕事もしていた。1854年には牧畜の仕事に関与し、ニューメキシコ州で最初の牛の群れを飼った一人になった。ペコス川沿いに土地を購入し、最終的には10万頭以上の牛を放牧する大牧場へと成長させた。
チザムはアレクサンダー・マクスインの仕事仲間だったが、リンカーン郡戦争でどのような役割を果たしたかは不明だ。1878年10月、ルイス・ウォレスがニューメキシコ州知事になった時、チザムはその苦い抗争に巻き込まれたすべての人の恩赦を頼んだ。1880年、チザムはリンカーン郡の保安官としてパット・ギャレットを選出した。ギャレットは、すぐさまビリー・ザ・キッドによって引き起こされている問題を処理しようと企てた。1880年12月、ギャレットはキッドの二人のギャング、トム・オフォリアードとチャールズ・ボードルを銃殺した。その後すぐに、ビリー他数名はギャレットに逮捕された。
ジョン・チザム自身は1884年12月20日にアーカンソー州ユリイカ・スプリングスで死亡した。チザムは未婚で、兄弟に当時の50万ドル相当の不動産を残した。

## ジョン・チザムをモデルとした映画
- 『チザム』（1970年）監督：アンドリュー・V・マクラグレン主演：ジョン・ウェイン

## ジョン・チザムが登場する映画
- 『ヤングガン2』(1990年)